# Представительная демократия
Представи́тельная демокра́тия — политический режим типа демокра́тия, при котором основным источником власти признаётся народ, однако управление государством делегируется различным представительным органам, члены которых избираются гражданами.
Представительная (репрезентативная) демократия является формой политического участия граждан в жизнедеятельности некоторых современных государств. Суть представительной демократии заключается в опосредованном участии граждан в принятии решений, в выборе ими в органы власти своих представителей, призванных выражать их интересы, принимать законы и отдавать распоряжения. Представительное (репрезентативное) правление необходимо и даже неизбежно, особенно когда из-за больших территорий или вследствие других причин (прежде всего необходимости опыта в управлении) затруднено регулярное непосредственное участие граждан в принятии решений, а также когда принимаются сложные решения, труднодоступные для понимания лиц, не имеющих опыта принятии таких решений и/или специальных знаний.

## Основные черты представительной (репрезентативной) демократии
- Принятие всех законов, бюджета, установление налогов и сборов представительным органом (парламентом и тому подобное). В большинстве государств (в том числе и в Российской Федерации — России) законы и бюджет принимаются парламентом и утверждаются исполнительной властью (президентом или монархом) с правом её отправлять проект закона или бюджета на повторное рассмотрение. Кроме того, в ряде государств круг вопросов, по которым принимаются законы, может быть ограничен (в России такого ограничения нет).
- Формирование исполнительной власти (правительства) представительным органом. В большинстве государств (в том числе и в России) парламент утверждает кандидатуры членов правительства или председателя правительства, предложенную президентом или монархом.
- Право законодательной инициативы — в большинстве государств принадлежит только группам из депутатов, при этом право законодательной инициативы принадлежит также и президенту или монарху, в ряде государств (в том числе и России) законодательная инициатива принадлежит и отдельным депутатам.
- Парламентский контроль над правительством: включает в себя утверждение парламентом программы правительства, обязанность правительства и/или министров давать регулярный отчёт перед парламентом и право парламента требовать от правительства и его членов внеочередной отчёт и право парламента объявлять недоверие правительству или министру влекущее отставку правительства или министра. В данный момент в большинстве государств (в том числе и в России) правительство и министры смещаются указом президента или монарха на основании недоверия со стороны парламента.

### Принципиальные недостатки представительной (репрезентативной) демократии
- формирование властных органов посредством выборов, во время которых избиратели вынуждены голосовать за малознакомых им кандидатов, заведомо представляющих интересы лишь части избирателей;
- разделение общества на две категории, «избирателей» и «избираемых», где лишь последние участвуют реально в управлении, тогда как первые лишь делегируют им право на управление;
- неизбежное образование так называемой «электоральной элиты» (иногда называемой «естественной аристократией») из состава потенциально избираемых лиц, так как для успешности выигрыша выборов избираемые должны иметь такие качества, которые их обязательно отличают от основной массы избирателей.